# Henry Ford II

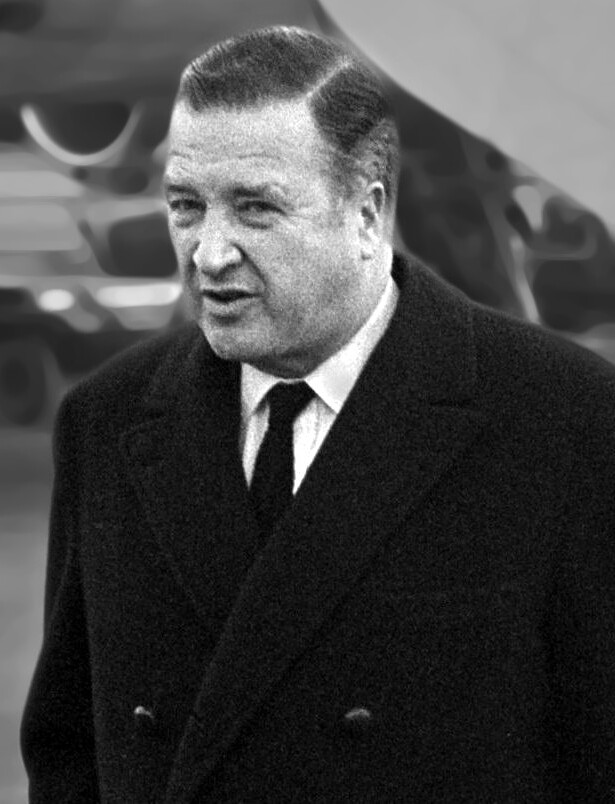
Henry Ford II, 1963

Henry Ford II (* 4. September 1917 in Detroit; † 29. September 1987 ebenda), Sohn von Edsel Ford und Enkel von Henry Ford, war der Präsident der Ford Motor Company von 1945 bis 1960. Unter seiner Führung wurde das Unternehmen 1956 in eine börsennotierte Aktiengesellschaft umgewandelt, während zuvor (seit 1919) sämtliche Anteile stets in Familienbesitz waren.

## Leben
Henry Ford II wurde am 4. September 1917 in Detroit geboren. Während er seinen Wehrdienst bei der US-Marine im Zweiten Weltkrieg ableistete, starb im Mai 1943 sein Vater Edsel, Präsident der Ford Motor Company. Da Ford ein kriegswichtiger Betrieb war, wurde der 26-jährige Henry Ford II innerhalb weniger Wochen aus der Armee entlassen. Sein fast 80-jähriger Großvater und Firmengründer Henry Ford war jedoch nicht von den Fähigkeiten seines Enkels überzeugt und übernahm noch einmal die offizielle Leitung seines Unternehmens, die er erst im September 1945 und nicht ganz freiwillig wieder abgab. 
Im Jahre 1960 wurde Robert McNamara Präsident und Lee Iacocca Vizepräsident der Ford Motor Company. Henry Ford II bekleidete im Unternehmen die Posten des CEO und Aufsichtsratsvorsitzenden, Positionen, von denen er am 1. Oktober 1979 (CEO) bzw. 1980 zurücktrat.
Henry Ford II starb am 29. September 1987 im Alter von 70 Jahren.

## Trivia
- Fords Tochter Charlotte war mit Stavros Niarchos verheiratet.
- Nach ihm ist der Henry-Ford-Bau der FU Berlin benannt.
- Tracy Letts stellt Ford in dem Spielfilm Le Mans 66 – Gegen jede Chance (2019) dar.